# Bukowiec (powiat tomaszowski)
Bukowiec – wieś w Polsce położona w województwie łódzkim, w powiecie tomaszowskim, w gminie Żelechlinek.
Wieś szlachecka położona była w drugiej połowie XVI wieku w powiecie rawskim ziemi rawskiej województwa rawskiego.
W latach 1954–1957 wieś należała i była siedzibą władz gromady Bukowiec, po jej zniesieniu w gromadzie Żelechlinek. W latach 1975–1998 miejscowość należała administracyjnie do województwa piotrkowskiego.